# Jos Hessel

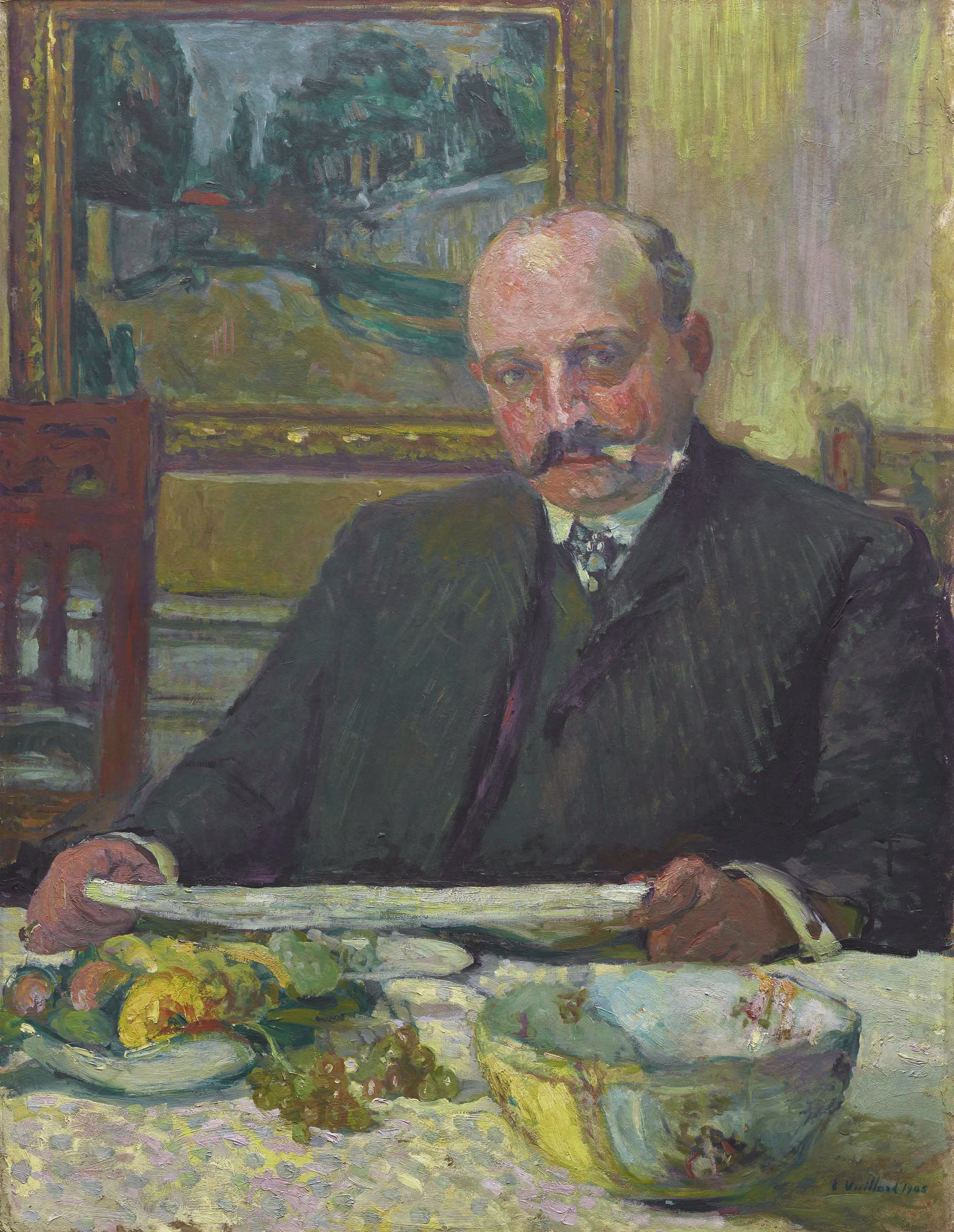
Édouard Vuillard: Porträt Jos Hessel, 1905, Privatsammlung

Joseph Hessel, genannt Jos Hessel, (geboren am 10. Juli 1859 in Brüssel; gestorben am 26. Mai 1942 in Paris) war ein französischer Kunsthändler, Sammler und  Kunstschriftsteller.

## Leben

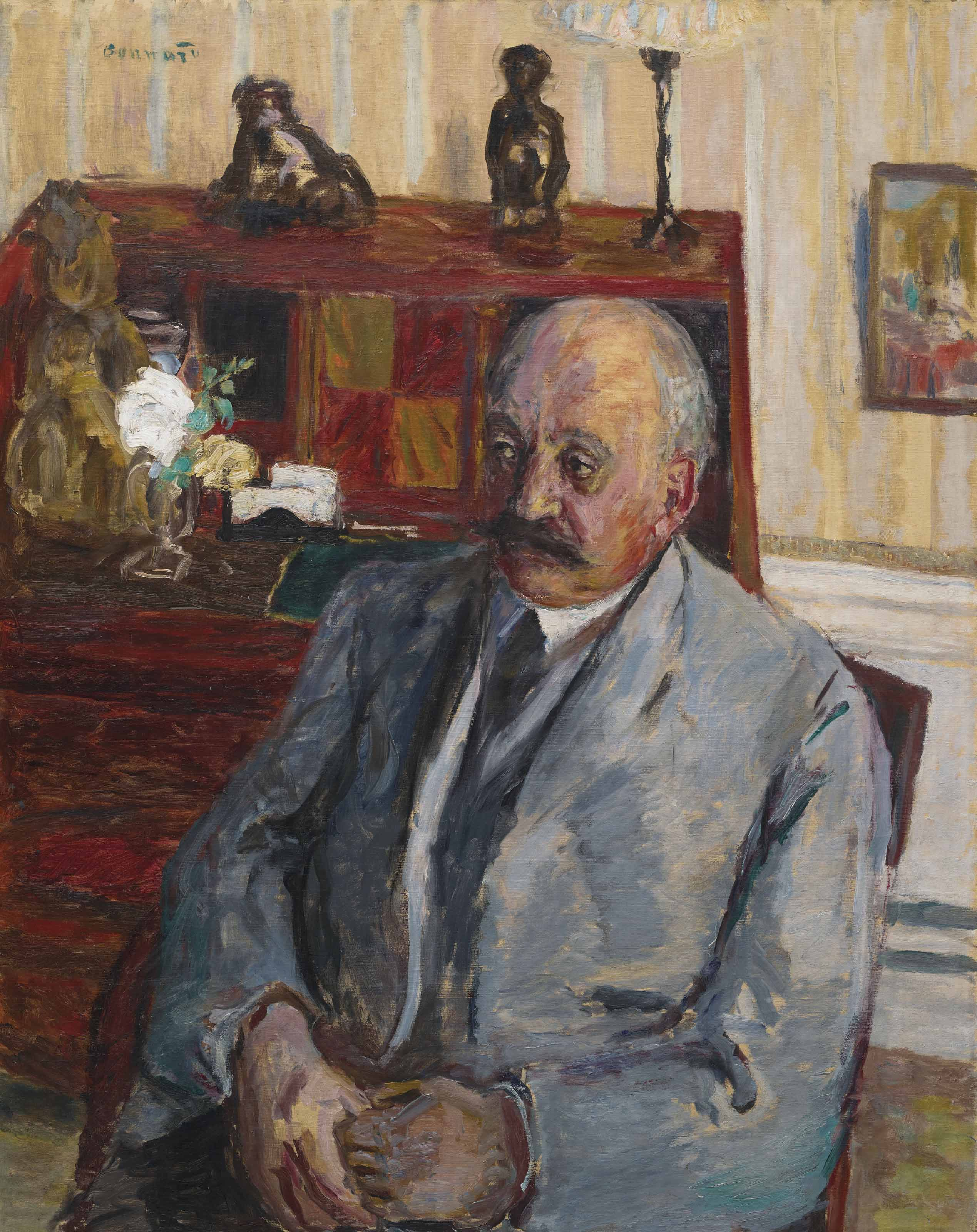
Pierre Bonnard: Porträt Jos Hessel, 1908, Privatsammlung

Jos Hessel kam 1859 in Brüssel zur Welt. Sein Vater war der Belgier Hermann Hessel, die Mutter Rosalie, geborene Bernheim, stammte aus Frankreich. Jos Hessel erhielt per 10. Februar 1891 die französische Staatsbürgerschaft. Nach seiner Übersiedlung nach Paris arbeitete Hessel in den 1880er und 1890er Jahren als Journalist für die Zeitungen Le Matin und Le Temps. Für Aufsehen sorgten seine Artikel in Le Temps, in denen er die Fälschung eines Rembrandt-Bildes entlarvte oder das Wirken der Betrügerin Thérèse Humbert kritisch begleitete. Darüber hinaus setzte er sich dafür ein, dass die französischen Nationalmuseen bedeutende Nachlässe erhielten. 1891 heiratete er Jeanne-Lucie (genannt Lucie) Reiss. Nachdem ein eigenes Kind des Paares früh verstorben war, adoptierten Jos und Lucy Hessel 1935 Lucie Grandjean, genannt Lulu (1921–2004), die 1940 den Juwelier Jacques Arples heiratete.
Seine Karriere als Kunsthändler begann Hessel im Geschäft seiner Cousins Josse et Gaston Bernheim, deren Galerie er später leitete. 1913 eröffnete er seine eigene Galerie in der Avenue de l’Opéra, arbeitete aber zunächst weiter mit der Kunsthandlung Bernheim-Jeune zusammen. 1915 bezog er seine neue Galerie in der Rue La Boétie, in der er eine Vielzahl von Künstlern unterschiedlichster Genres ausstellte. Ebenfalls in der Rue La Boétie befand sich die Galerie von Paul Rosenberg, mit dem er seit 1907 auf Kunstmarkt zusammenarbeitete. Weiterhin bestand eine enge Geschäftsbeziehung mit der Galerie Barbazanges. Zudem war er Gerichtssachverständiger und wurde insbesondere in den 1920er Jahren bei Verkäufen moderner Gemälde vom Auktionator Alphonse Bellier des Hôtel Drouot konsultiert.
Jos und Lucie Hessel bewohnten neben ihrer Pariser Stadtwohnung verschiedene Landsitze in der Umgebung. 1917 kauften sie die Villa Anna in Vaucresson und zogen 1920 in das nahegelegene Landhaus Clos Cézanne. Hier war der Maler Édouard Vuillard ihr Nachbar, der die Hessels seit dem Jahr 1900 kannte. Jos Hessel hatte als Galerist Vuillard exklusiv unter Vertrag und war mit dem Künstler befreundet. Lucie Hessel wurde zur Muse Vuillards und zu seiner Geliebten. Sie stand Vuillard häufig Modell und auch Jos Hessel ließ sich von ihm porträtieren. 1926 erwarben Jos und Lucie Hessel das Château des Clayes im (Département Yvelines). Hier empfingen sie zahlreiche bedeutende Persönlichkeiten, wie den Dramatiker Tristan Bernard und den Politiker Léon Blum.
Lucie Hessel starb 1941, er selbst im Folgejahr. Die Galerie Jos. Hessel, successeurs bestand auch noch nach dem Zweiten Weltkrieg weiter. Die umfangreiche private Kunstsammlung von Jos Hessel reichte von Volkskunst aus Afrika bis zur Werken der modernen Kunst. Die Nachfahren ließen 2018 den verbliebenen Teil der Sammlung Hessel in der Pariser Filiale des Auktionshauses Christie’s versteigern, darunter eine Reihe von Werken von Édouard Vuillard, Pierre Bonnard, Maurice Denis und  Aristide Maillol.

## Auszeichnungen
- 1933 – Ernennung zum Offizier der Ehrenlegion[15]

## Porträts von Jos Hessel
- Henri Farge: Jos Hessel à la table d'expert, Privatsammlung[16].
- Édouard Vuillard: Jos et Lucie Hessel dans le petit salon de la rue de Rivoli um 1903, Metropolitan Museum of Art, New York.[17]
- Édouard Vuillard: Portrait de Jos Hessel, 1905, Privatsammlung[18].
- Pierre Bonnard: Portrait de M. Jos Hessel, 1908, Privatsammlung[19]
- Édouard Vuillard: Jos Hessel devant la T.S.F, rue de Naples, um 1920–1922, Privatsammlung[20]